# Balorda nostalgia
Balorda nostalgia è un singolo del cantautore italiano Olly e del produttore italiano Jvli, pubblicato il 12 febbraio 2025 come primo estratto dalla riedizione del loro secondo album in studio Tutta vita.
Il brano è stato presentato in gara durante la 75ª edizione del Festival di Sanremo, ottenendo la vittoria finale.

## Antefatti e descrizione
Le fasi di composizione di Balorda nostalgia sono incominciate il 13 settembre 2024, giorno in cui Julien Boverod, in arte Jvli, si trovava in uno studio assieme al tastierista Pierfrancesco Pasini; inizialmente non è stato concepito come un brano da portare in gara al Festival di Sanremo.
Si tratta di una power ballad pop scritta a quattro mani dallo stesso artista e prodotta da Julien Boverod, in arte Jvli. Essa, che ha segnato la seconda partecipazione di Olly al Festival di Sanremo, è stata descritta in un'intervista in conferenza stampa:

## Promozione
Olly è stato annunciato come uno dei big in gara al Festival di Sanremo 2025 da Carlo Conti al TG1 il 1º dicembre 2024. Il 18 dicembre seguente è stato rivelato il titolo dell'inedito nel corso della finale della diciottesima edizione di Sanremo Giovani. Successivamente alla vittoria del brano della manifestazione, sono state mosse critiche riguardo alla regolarità del risultato e dei meccanismi di voto.
In qualità di vincitore del Festival, Olly ha avuto il diritto di rappresentare l'Italia all'Eurovision Song Contest 2025; tuttavia, il 22 febbraio seguente l'artista ha annunciato di voler rinunciare all'evento eurovisivo in programma a Basilea, in Svizzera.

## Video musicale
Il video musicale, diretto da Giulio Rosati, girato su un ring ricostruito all'interno del Palazzetto dello Sport Gianni Asti, ed interpretato oltre che da Olly, fra le varie comparse, da Tony Ligorio, è stato pubblicato in concomitanza all'uscita del brano attraverso il canale YouTube del cantautore.

## Tracce
Testi di Federico Olivieri, musiche di Federico Olivieri, Julien Boverod e Pierfrancesco Pasini.
1. Balorda nostalgia – 3:17

## Successo commerciale
Balorda nostalgia è stato il primo brano tra quelli in gara al Festival di Sanremo a registrare oltre 2 milioni di ascolti in un'unica giornata su Spotify, risultando anche quello più riprodotto a livello nazionale sulla medesima piattaforma nello stesso arco di tempo. Il risultato è stato migliorato alla vigilia della finale, raggiungendo un nuovo picco di stream pari a 2,3 milioni in suolo italiano. All'indomani della vittoria alla manifestazione ne ha registrati più di 3 milioni globalmente, conservando quindi il titolo della canzone più popolare sul servizio musicale tra i brani del Festival.
Ha esordito direttamente in vetta alla Top Singoli con due giorni di vendite conteggiate, diventando così la sua seconda numero uno dopo Per due come noi (2024). Ha poi mantenuto la medesima posizione per nove settimane di fila; allo stesso tempo, il disco Tutta vita è anche rimasto in cima alla classifica FIMI Album per un mese intero (sei settimane in totale). Il 24 febbraio seguente è divenuto il primo a singolo a superare le soglie dell'oro fissate a 100 000 unità dalla FIMI, per poi raddoppiare le vendite nel periodo compreso tra il 25 febbraio e il 9 marzo 2025, venendo quindi certificato platino. Le ha raddoppiate nuovamente nel periodo compreso tra il 10 marzo e il 22 maggio, ottenendo il secondo platino. È stato il singolo più consumato a livello nazionale secondo i dati FIMI durante il primo semestre dell'anno.
La canzone ha riscosso successo anche radiofonicamente, finendo al vertice della graduatoria basata sull'airplay di EarOne e apparendo nell'elenco dei brani più popolari nelle radio croate secondo l'HRT.
Balorda nostalgia, secondo il consumo di musica rilevato da Luminate Data, è stato il brano più popolare del Festival di Sanremo a livello globale nella pubblicazione del 1º marzo 2025 di Billboard; classificatosi al 56º posto, è l'unico inedito in gara a comparire nella top 100 della hit parade mondiale.

## Classifiche
| Classifica (2025) | Posizione massima |
| ----------------- | ----------------- |
| Italia            | 1                 |
| Svizzera          | 6                 |

## Date di pubblicazione
| Paese  | Data             | Formato                      | Etichetta  | Nota   |
| ------ | ---------------- | ---------------------------- | ---------- | ------ |
| Mondo  | 12 febbraio 2025 | Download digitale, streaming | Epic       | [ 36 ] |
| Italia | 12 febbraio 2025 | Contemporary hit radio       | Sony Italy | [ 37 ] |
| Italia | 14 febbraio 2025 | MC                           | Epic       | [ 38 ] |